# 요코가와라역
요코가와라역(일본어: 横河原駅)은 일본 에히메현 도온시에 위치한 이요 철도 요코가와라 선의 철도역이다. 이 노선의 종착역이기도 하다. 역 번호는 IY 24이며, 단선 승강장 1면 1선의 구조를 갖춘 지상역이다.

## 타는 곳
| 1 | ■ 요코가와라 선 | 상행 | 우메노모토 · 구메 · 마쓰야마시 방면 |

## 역 주변
- 시게노부 강
- 에히메 대학 의학부
  - 에히메 대학 의학부 부속 병원

## 역사
- 1899년 10월 4일 : 개업.
- 2015년 7월 : 발차 멜로디가 신곡 '리즘'으로 변경.
- 2016년 3월 5일 : 신 역사 사용 개시.

## 인접 역
| 이요 철도 요코가와라 선                          | 이요 철도 요코가와라 선 | 이요 철도 요코가와라 선 |
| ------------------------------------------------ | ----------------------- | ----------------------- |
| IY 23 아이다이이가쿠부미나미구치 마쓰야마시 방면 | ■ 요코가와라 선         | 시·종착역               |